# Campeonato Uruguayo de Primera División 1959
El Campeonato Uruguayo 1959 fue el 55° torneo de Primera División del fútbol uruguayo, correspondiente al año 1959. Contó con la participación de 10 equipos, los cuales se enfrentaron en sistema de todos contra todos a dos ruedas.
El campeón fue el Club Atlético Peñarol, que se alzó con su vigésimo primer título de Primera División y el segundo consecutivo. Por otra parte el recién ascendido Racing cumplió una buena campaña ubicándose en el tercer puesto.
En la parte baja de la tabla descendió a Segunda División el Danubio Fútbol Club.

## Participantes

### Ascensos y descensos
| Equipo | Ascendido como                      |
| ------ | ----------------------------------- |
| Racing | Campeón de la Segunda División 1958 |

| Equipo | Descendido como           |
| ------ | ------------------------- |
| Fénix  | 10° Primera División 1958 |

## Campeonato

### Tabla de posiciones
| Pos. | Equipo               | PJ | PG | PE | PP | GF | GC | Dif. | Pts. |
| ---- | -------------------- | -- | -- | -- | -- | -- | -- | ---- | ---- |
| 1º   | Nacional             | 18 | 11 | 4  | 3  | 33 | 14 | +19  | 26   |
| 1º   | Peñarol              | 18 | 12 | 2  | 4  | 35 | 20 | +15  | 26   |
| 3º   | Racing               | 18 | 9  | 3  | 6  | 28 | 25 | +3   | 21   |
| 4º   | Cerro                | 18 | 8  | 3  | 7  | 31 | 32 | -1   | 19   |
| 5º   | Montevideo Wanderers | 18 | 8  | 2  | 8  | 32 | 40 | -8   | 18   |
| 6º   | Defensor             | 18 | 6  | 4  | 8  | 34 | 35 | -1   | 16   |
| 7º   | Rampla Juniors       | 18 | 5  | 5  | 8  | 26 | 26 | 0    | 15   |
| 8º   | Liverpool            | 18 | 6  | 3  | 9  | 25 | 31 | -6   | 15   |
| 9º   | Sud América          | 18 | 6  | 2  | 10 | 22 | 30 | -8   | 14   |
| 10º  | Danubio              | 18 | 3  | 4  | 11 | 19 | 32 | -13  | 10   |

|  | Desempate.                    |
|  | Desciende a Segunda División. |

### Desempate final
En virtud de que Nacional y Peñarol finalizaron ambos en primera posición empatados en puntos, debieron definir el torneo en una final, disputada el 20 de marzo del año siguiente. La final es conocida como la del polémico caso "Spencer-Linazza", debido a que Peñarol alineó a estos dos futbolistas que no habían participado del campeonato regular. Peñarol afirmaba que como la final se jugaría en 1960, se podía contar con nuevos jugadores, mientras que el tricolor objetaba dicha petición, argumentando que el partido era correspondiente a la temporada 1959, y debían jugarlo los futbolistas de ese año.
|       | POR   | Roberto Sosa       |  |
|       | DEF   | Horacio Troche     |  |
|       | DEF   | Edelbert di Fabio  |  |
|       | DEF   | Diego Collazo      |  |
|       | DEF   | Ruben González     |  |
|       | MED   | Juan Carlos Mesías |  |
|       | MED   | Héctor Salvá       |  |
|       | MED   | Héctor Rodríguez   |  |
|       | MED   | Walter Gómez       |  |
|       | DEL   | Juan Ángel Romero  |  |
|       | DEL   | Guillermo Escalada |  |
| D. T. | D. T. | Ondino Viera       |  |

| 1     | POR   | Luis Maidana                     |  |
| 6     | DEF   | William Martínez                 |  |
| 4     | DEF   | Milton Alves da Silva "Salvador" |  |
|       | DEF   | Santiago Pino                    |  |
|       | DEF   | Néstor Gonçalves                 |  |
|       | MED   | Walter Aguerre                   |  |
|       | MED   | Luis Cubilla                     |  |
|       | MED   | Carlos Linazza                   |  |
| 10    | MED   | Juan Eduardo Hohberg             |  |
| 9     | DEL   | Alberto Spencer                  |  |
|       | DEL   | Carlos Borges                    |  |
| D. T. | D. T. | Roberto Scarone                  |  |

| Anotado | 78' | Luis Cubilla          |
| Anotado | 87' | Carlos Linazza (pen.) |

| Expulsado | 78' | Walter Gómez       |
| Expulsado | 78' | Ruben González     |
| Expulsado | 78' | Guillermo Escalada |
| Expulsado | 78' | Diego Collazo      |

| Expulsado | 78' | Carlos Borges        |
| Expulsado | 78' | Juan Eduardo Hohberg |
| Expulsado | 78' | Walter Aguerre       |
| Expulsado | 78' | William Martínez     |

| Árbitro             | Pablo Vaga       |
| Árbitros asistentes | Alberto Boullosa |
| Árbitros asistentes | Eduardo Pazos    |

|       | POR   | Roberto Sosa       |  |
|       | DEF   | Horacio Troche     |  |
|       | DEF   | Edelbert di Fabio  |  |
|       | DEF   | Diego Collazo      |  |
|       | DEF   | Ruben González     |  |
|       | MED   | Juan Carlos Mesías |  |
|       | MED   | Héctor Salvá       |  |
|       | MED   | Héctor Rodríguez   |  |
|       | MED   | Walter Gómez       |  |
|       | DEL   | Juan Ángel Romero  |  |
|       | DEL   | Guillermo Escalada |  |
| D. T. | D. T. | Ondino Viera       |  |

| 1     | POR   | Luis Maidana                     |  |
| 6     | DEF   | William Martínez                 |  |
| 4     | DEF   | Milton Alves da Silva "Salvador" |  |
|       | DEF   | Santiago Pino                    |  |
|       | DEF   | Néstor Gonçalves                 |  |
|       | MED   | Walter Aguerre                   |  |
|       | MED   | Luis Cubilla                     |  |
|       | MED   | Carlos Linazza                   |  |
| 10    | MED   | Juan Eduardo Hohberg             |  |
| 9     | DEL   | Alberto Spencer                  |  |
|       | DEL   | Carlos Borges                    |  |
| D. T. | D. T. | Roberto Scarone                  |  |

| Anotado | 78' | Luis Cubilla          |
| Anotado | 87' | Carlos Linazza (pen.) |

| Expulsado | 78' | Walter Gómez       |
| Expulsado | 78' | Ruben González     |
| Expulsado | 78' | Guillermo Escalada |
| Expulsado | 78' | Diego Collazo      |

| Expulsado | 78' | Carlos Borges        |
| Expulsado | 78' | Juan Eduardo Hohberg |
| Expulsado | 78' | Walter Aguerre       |
| Expulsado | 78' | William Martínez     |

| Árbitro             | Pablo Vaga       |
| Árbitros asistentes | Alberto Boullosa |
| Árbitros asistentes | Eduardo Pazos    |

- Reporte del partido en RSSSF.com

|                                                   |
| Uruguay                                           |
| Campeón Uruguayo 1959 Peñarol 22.do título de AUF |

### Equipos clasificados

#### Copa de Campeones de América 1960
|   | Equipo  | Clasificación como            |
| - | ------- | ----------------------------- |
| 1 | Peñarol | Campeón Primera División 1959 |

### Fixture
| Peñarol              | 2-1 | Danubio        |
| Nacional             | 1-1 | Defensor       |
| Racing               | 2-1 | Rampla Juniors |
| Liverpool            | 2-1 | Sud América    |
| Montevideo Wanderers | 4-4 | Cerro          |

| Nacional             | 2-0 | Racing         |
| Peñarol              | 3-0 | Rampla Juniors |
| Montevideo Wanderers | 3-0 | Danubio        |
| Cerro                | 2-1 | Liverpool      |
| Sud América          | 3-1 | Defensor       |

| Peñarol              | 2-1 | Sud América |
| Nacional             | 3-2 | Liverpool   |
| Defensor             | 4-3 | Danubio     |
| Montevideo Wanderers | 2-1 | Racing      |
| Rampla Juniors       | 4-0 | Cerro       |

| Nacional       | 4-0 | Montevideo Wanderers |
| Danubio        | 2-1 | Sud América          |
| Cerro          | 2-1 | Peñarol              |
| Racing         | 2-1 | Liverpool            |
| Rampla Juniors | 3-3 | Defensor             |

| Peñarol        | 3-1 | Liverpool            |
| Sud América    | 2-2 | Nacional             |
| Cerro          | 2-1 | Defensor             |
| Racing         | 3-2 | Danubio              |
| Rampla Juniors | 4-1 | Montevideo Wanderers |

| Defensor       | 4-0 | Liverpool            |
| Racing         | 1-0 | Sud América          |
| Rampla Juniors | 0-0 | Danubio              |
| Peñarol        | 5-2 | Montevideo Wanderers |
| Nacional       | 2-0 | Cerro                |

| Peñarol              | 2-1 | Defensor    |
| Nacional             | 4-1 | Danubio     |
| Montevideo Wanderers | 3-2 | Liverpool   |
| Rampla Juniors       | 3-1 | Sud América |
| Cerro                | 4-3 | Racing      |

| Peñarol              | 2-0 | Nacional    |
| Racing               | 3-0 | Defensor    |
| Danubio              | 0-0 | Cerro       |
| Montevideo Wanderers | 2-1 | Sud América |
| Rampla Juniors       | 1-0 | Liverpool   |

| Nacional  | 1-0 | Rampla Juniors       |
| Liverpool | 3-1 | Danubio              |
| Peñarol   | 2-1 | Racing               |
| Defensor  | 4-2 | Montevideo Wanderers |
| Cerro     | 1-1 | Sud América          |

| Peñarol     | 2-1 | Danubio              |
| Defensor    | 2-1 | Nacional             |
| Racing      | 2-2 | Rampla Juniors       |
| Sud América | 2-1 | Liverpool            |
| Cerro       | 4-2 | Montevideo Wanderers |

| Nacional             | 0-0 | Racing         |
| Peñarol              | 0-0 | Rampla Juniors |
| Montevideo Wanderers | 2-1 | Danubio        |
| Liverpool            | 2-1 | Cerro          |
| Sud América          | 3-1 | Defensor       |

| Peñarol              | 3-1 | Sud América    |
| Liverpool            | 1-0 | Nacional       |
| Defensor             | 1-1 | Danubio        |
| Montevideo Wanderers | 2-0 | Racing         |
| Cerro                | 1-0 | Rampla Juniors |

| Nacional    | 3-0 | Montevideo Wanderers |
| Sud América | 2-1 | Danubio              |
| Cerro       | 3-1 | Peñarol              |
| Liverpool   | 1-1 | Racing               |
| Defensor    | 4-2 | Rampla Juniors       |

| Peñarol        | 2-2 | Liverpool            |
| Nacional       | 3-0 | Sud América          |
| Defensor       | 3-1 | Cerro                |
| Racing         | 2-1 | Danubio              |
| Rampla Juniors | 2-1 | Montevideo Wanderers |

| Liverpool            | 2-1 | Defensor       |
| Racing               | 1-0 | Sud América    |
| Danubio              | 2-1 | Rampla Juniors |
| Montevideo Wanderers | 2-1 | Peñarol        |
| Nacional             | 3-1 | Cerro          |

| Peñarol              | 2-1 | Defensor       |
| Nacional             | 1-1 | Danubio        |
| Montevideo Wanderers | 2-1 | Liverpool      |
| Sud América          | 1-0 | Rampla Juniors |
| Racing               | 3-2 | Cerro          |

| Nacional       | 1-0 | Peñarol              |
| Racing         | 3-1 | Defensor             |
| Danubio        | 1-0 | Cerro                |
| Sud América    | 2-1 | Montevideo Wanderers |
| Rampla Juniors | 2-2 | Liverpool            |

| Nacional  | 2-1 | Rampla Juniors       |
| Liverpool | 1-0 | Danubio              |
| Peñarol   | 2-0 | Racing               |
| Defensor  | 1-1 | Montevideo Wanderers |
| Cerro     | 3-0 | Sud América          |